# Kaleb Sjödén
Kaleb Sjöden, född 30 april 1905 i Särna, död 27 april 1976 i Stockholm, var en svensk arkitekt.

## Biografi
Kaleb Sjödén var son till byggmästare Per Sjödén och hans maka Beata Berg. Efter studentexamen vid Falu läroverk 1925 studerade han vid Kungliga tekniska högskolan till 1930. Mellan 1933 och 1937 var han anställd hos arkitekterna Wolter Gahn och Gustaf Clason och 1937–1945 hos Ture Wennerholm. Från 1945 drev han egen arkitektverksamhet i Stockholm och var samtidigt anställd på SIAB, från dess start fram till sin pensionering. SIAB kom därigenom att medverka till uppförandet av en mängd industribyggnader, bland dem Herman Bergman Konstgjuteri.

## Verk i urval

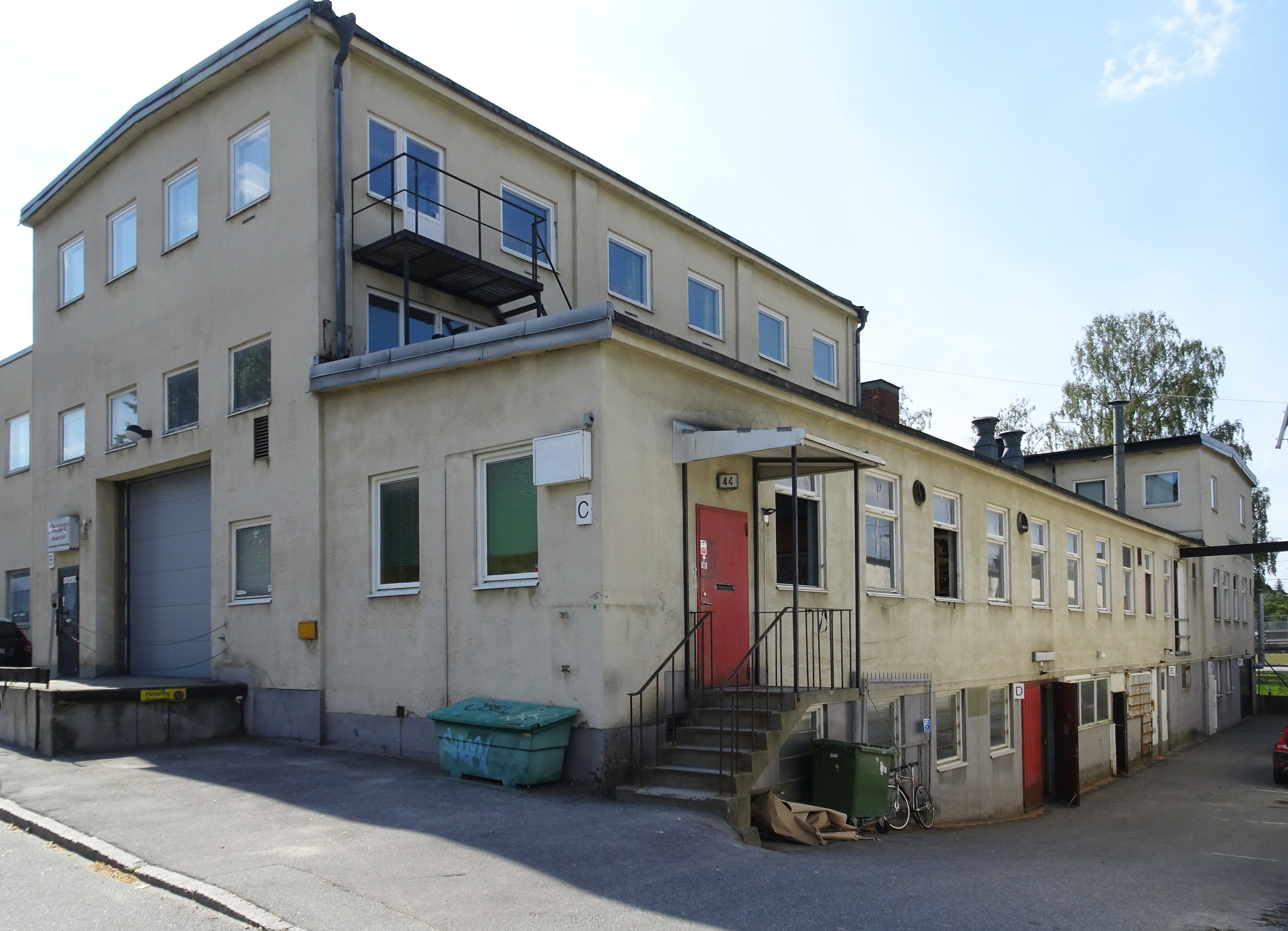
Herman Bergman Konstgjuteri Gamla Enskede.

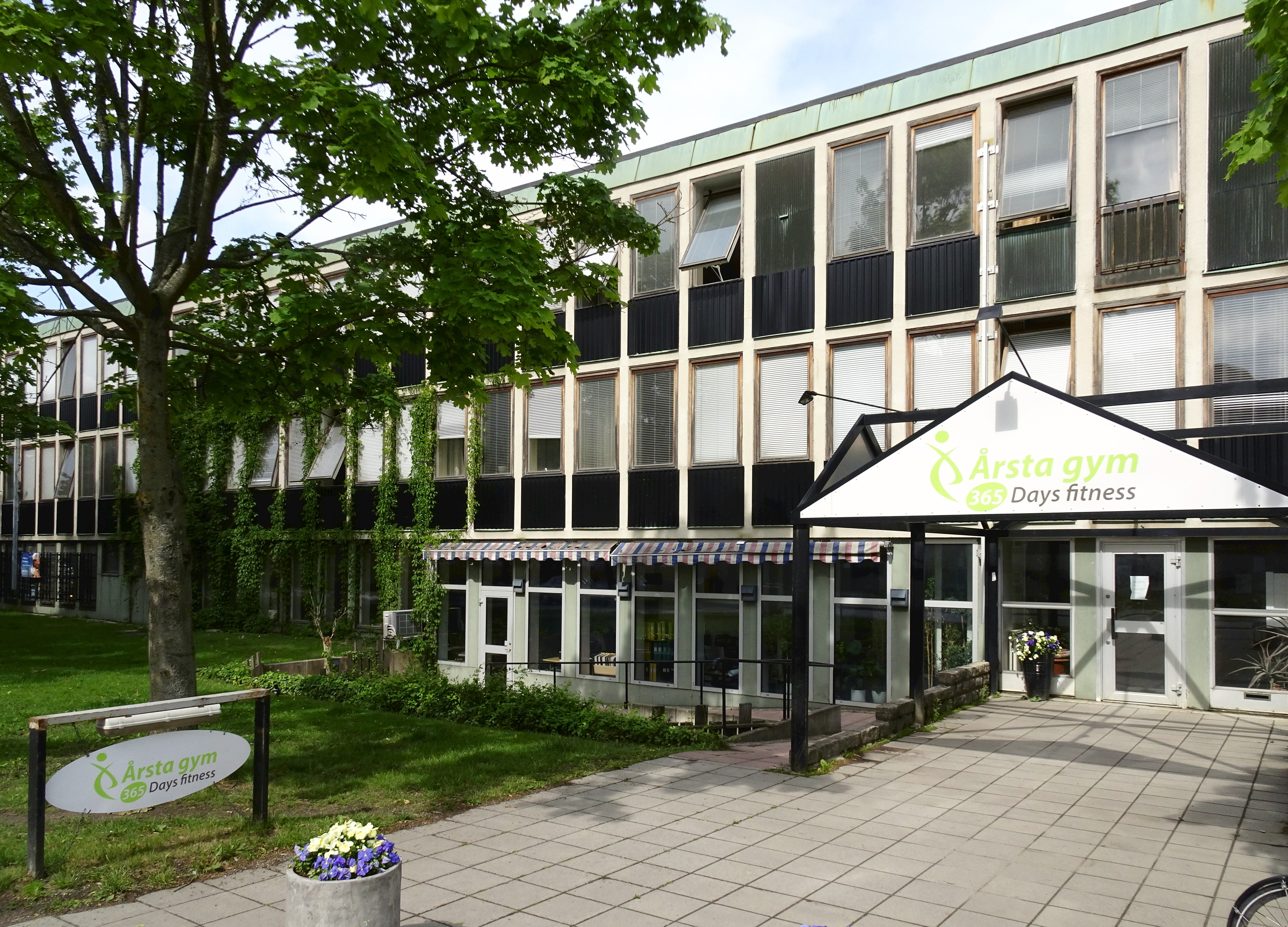
Fastigheten Marman 7 i Årsta.

- Herman Bergman Konstgjuteri, Enskede företagsområde (tillsammans med Henning Bergman), 1949[1]
- Sovringsverk för Tuolluvaara Gruv AB, Tuolluvaara, 1952[2]
- Byggnader för IBM, Vällingby, 1954 [3]
- Industribyggnad för Arenco, Vällingby, 1954 [4]
- Marman 7, Stockholm [5]
- Bilhall för Bilägarnas Inköpsförening Stockholm [6]
- Sulfatfabrik i Mönsterås, 1959 [7]
- Kontorshus för Bröderna Enstrand, Hammarbyhamnen, 1959 [8]
- Siemenshuset för Siemens AB, Stockholm, 1960 (tillsammans med Carl Grandinson)[9]
- Byggnader för Saab, Trollhättan, 1960 [10]